# Ditrichum punctulatum
Ditrichum punctulatum är en bladmossart som beskrevs av Mitten 1879. Ditrichum punctulatum ingår i släktet grusmossor, och familjen Ditrichaceae. Inga underarter finns listade i Catalogue of Life.